# Trận Hakodate
Trận Hakodate (函館戦争 Hakodate Sensō, Trận Hàm Quán) diễn ra ở Nhật Bản từ 20 tháng 10 năm 1868 đến 17 tháng 5 năm 1869, giữa tàn quân Mạc phủ, củng cố thành lực lượng vũ trang của nước Cộng hòa Ezo, và quân đội của triều đình mới thành lập (bao gồm chủ yếu là quân đội của Chōshū và Satsuma). Đây là bước cuối cùng của Chiến tranh Boshin, và diễn ra ở xung quanh Hakodate ở hòn đảo phía Bắc Nhật Bản Hokkaidō. Trong tiếng Nhật, nó còn được gọi là Trận Goryokaku (五稜郭の戦い Goryokaku no tatakai, Trận Ngũ Lăng Quách)
Binh lính của Mạc phủ Tokugawa cũ sát cánh cùng một nhóm cố vấn quân sự Pháp, thành viên của Phái đoàn quân sự đầu tiên của Pháp đến Nhật Bản đã huấn luyện họ trong những năm 1867-1868, do Jules Brunet dẫn đầu.

## Bối cảnh
Chiến tranh Boshin bùng nổ năm 1868 giữa quân đội ủng hộ việc phục hòi quyền lực chính trị của Thiên hoàng và chính quyền Mạc phủ Tokugawa. Chính quyền Meiji đánh bại quân đội của Shogun trong Trận Toba-Fushimi và sau đó chiếm sào huyệt của Tướng quân Shogun tại Edo.
Enomoto Takeaki, Phó Tư lệnh Hải quân Mạc phủ, từ chối giao nộp hạm đội của ông cho chính quyền mới và rời đến Shinagawa ngày 20 tháng 8 năm 1868, với 4 tàu chiến hơi nước (Kaiyō, Kaiten, Banryū, Chiyodagata) và 4 tàu vận tải hơi nước (Kanrin Maru, Mikaho, Shinsoku, Chōgei) cùng 2.000 thủy thủ, 36 thành viên của đội "Yugekitai" (Du kích đội) do Iba Hachiro dẫn đầu, vài viên chức của Mạc phủ cũ bao gồm Phó Tổng Tư lệnh của Quân đội Mạc phủ Matsudaira Taro, Nakajima Saburozuke, và thành viên của phái đoàn quân sự Pháp tới Nhật Bản do Jules Brunet dẫn đầu.
Ngày 21 tháng 8, hạm đội gặp phải một trận bão lớn ngoài khơi Choshi, trong đó tàu Mikaho bị lạc và tàu Kanrin Maru, bị thương nặng, buộc phải cập bờ, và bị bắt giữ tại Shimizu. 

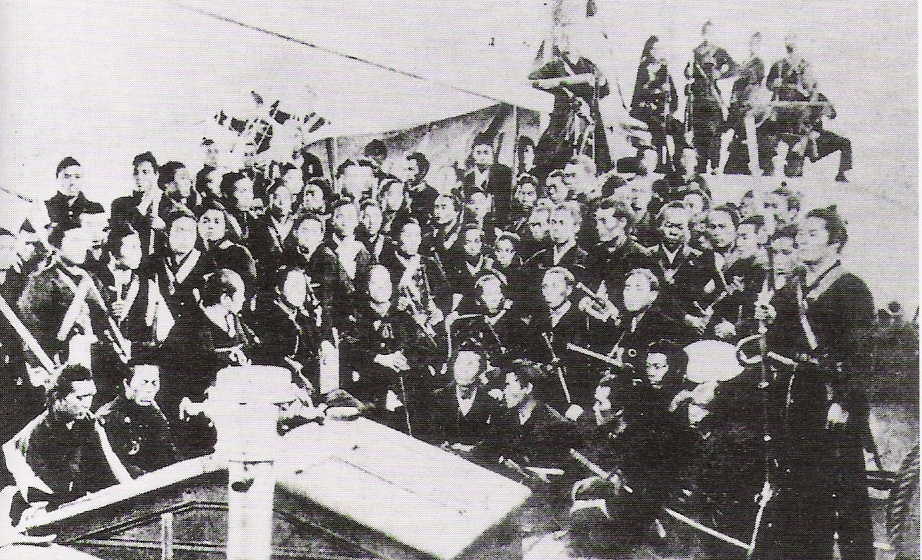
Binh lính phản loạn của Mạc phủ cũ được trở đến Hokkaidō.

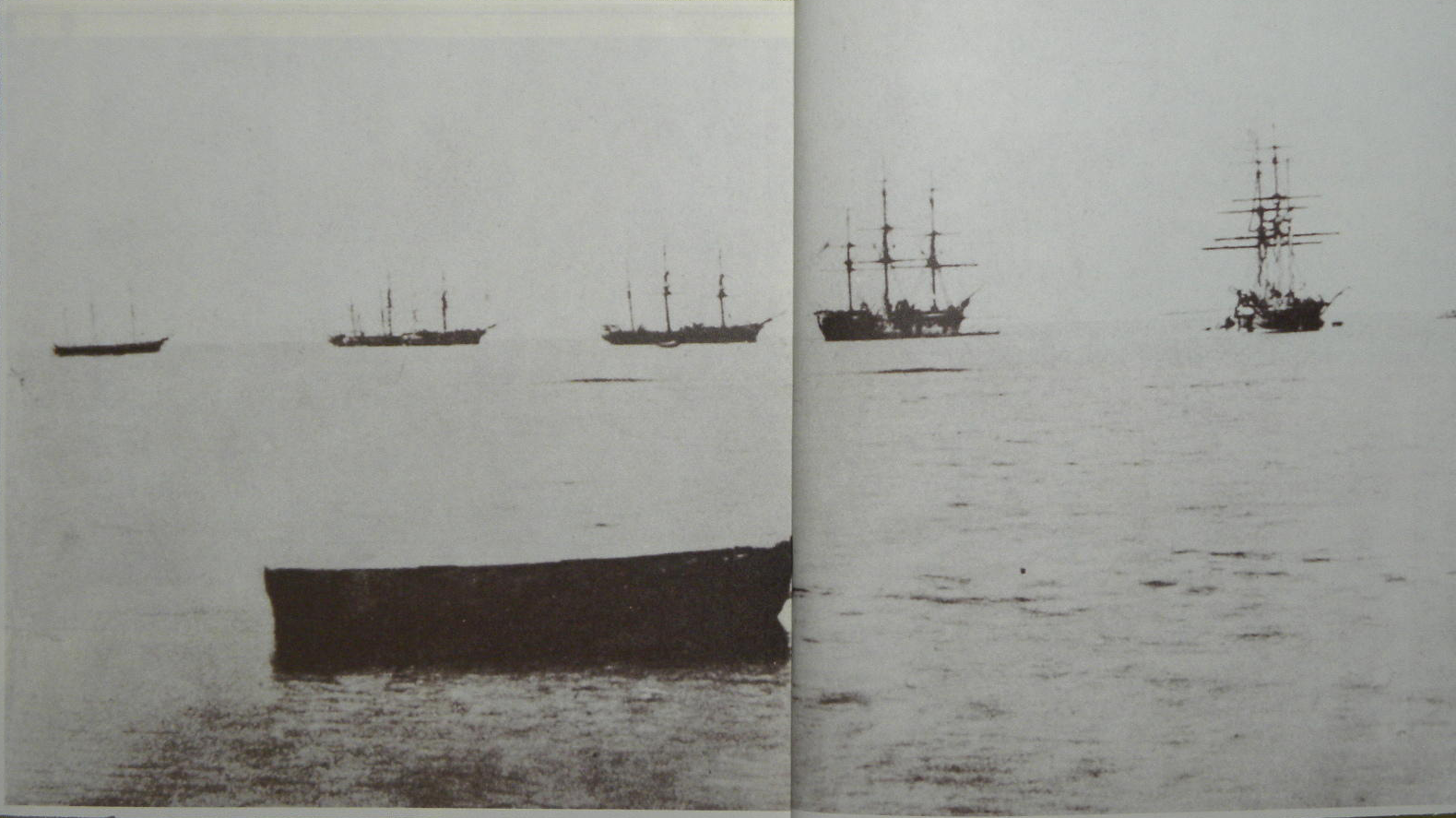
Một phần hạm đội của Enomoto Takeaki ngoài khơi Shinagawa. Từ phải sang trái: Kaiten, Kaiyō, Kanrin, Chōgei, Mikaho. Banryō và Chiyodagata vắng mặt. Ảnh năm 1868.

Phần còn lại của hạm đội đến cảng Sendai ngày 26 tháng 8, một trong những trung tâm của Áo Vũ Việt Liệt Phiên Đồng Minh (奥羽越列藩同盟) chống lại chính quyền mới, bao gồm các phiên Sendai, Yonozawa, Aizu, Shōnai và Nagaoka.
Quân triều đình tiếp tục tiến lên phía Bắc, chiếm thành Wakamatsu, khiến vị trí tại Sendai không thể trụ vững được. Ngày 12 tháng 10 năm 1868, hạm đội rời Sendai, sau khi nhận thêm 2 tàu nữa (Oe và Hou-Ou, trước đó mượn của phiên Sendai từ Mạc phủ), và khoảng 1.000 lính: binh lính Mạc phủ cũ dưới trướng Otori Keisuke, lính Shinsengumi dưới trướng Hijikata Toshizo, Yugekitai của Katsutaro Hitomi, cùng thêm vài cố vấn quân sự Pháp (Fortant, Marlin, Bouffier, Garde), những người đã đến Sendai bằng đường bộ.

## Trận Hakodate

### Chiếm phía Nam đảo Hokkaidō
Quân nổi loạn, số lượng khoảng 3.000 người và đi bằng tàu cùng với Enomoto Takeaki đến Hokkaido vào tháng 10 năm 1868. Họ đổ bộ ở vịnh Takanoki, đằng sau Hakodate ngày 20 tháng 10. Hijikata Toshizo và Otori Keisuki mỗi người dẫn một chi đội tiến theo hướng Hakodate. Họ tiêu diệt quân kháng cự tại địa phương của phiên Matsumae, vốn đã tuyên bố trung thành với chính quyền Meiji mới, và chiếm đồn Goryokaku ngày 26 tháng 10, nơi trở thành sở chỉ huy của quân phiến loạn.

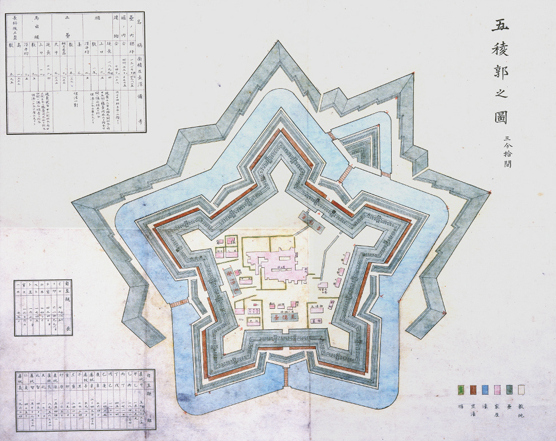
Đồn Goryokaku, sở chỉ huy của quân phiến loạn.

Nhiều cuộc hành quân được tổ chức để kiểm soát hoàn toàn phía Nam bán đảo Hokkaido. Ngày 5 tháng 11, Hijikata, chỉ huy 800 lính và được sự trợ giúp của tàu chiến Kaiten and Banryo chiếm thành Matsumae. Ngày 14 tháng 11, Hijikatavà Matsudaira cùng kéo về thành phố Esashi, với sự trợ giúp thêm của kỳ hạm Kaiyo Maru, và tàu vận tải Shinsoku. Không may, Kaiyō Maru bị đắm trong một cơn bão lớn ở Esashi, và Shinsoku cũng bị chìm khi đến giải cứu, giáng một đòn nặng nề vào quân phiến loạn.
Sau khi tiêu diệt mọi sự kháng cự tại địa phương, ngày 25 tháng 12, phiến quân thành lập Cộng hòa Ezo, với tổ chức chính quyền theo kiểu Hoa Kỳ, với Enomoto Takeaki, làm Tổng thống (総裁). Trong khi chính phủ Pháp và Vương quốc Liên hiệp Anh và Bắc Ireland công nhận có điều kiện nước Cộng hòa mới, chính quyền Meiji ở Tokyo thì không.
Một mạng lưới phòng ngự được xây dựng ở xung quanh Hakodate với dự đoán về một cuộc tấn công của binh lính triều đình mới. Binh lính Cộng hòa Ezo được cấu trúc dưới sự lãnh đạo chung Pháp-Nhật, với Tổng Tư lệnh Otori Keisuke tiếp theo là Jules Brunet, và mỗi trong số 4 trung đoàn do sĩ quan Pháp chỉ huy (Fortant, Marlin, Cazeneuve, Bouffier), tiếp theo là 8 "bán trung đoàn" do người Nhật chỉ huy. 2 cựu sĩ quan hải quân Pháp, Eugène Collache và Henri Nicol sau đó gia nhập phiến quân, và Collache được giao nhiệm vụ xây dựng các công trình phòng ngự dọc nhũng ngọn núi lửa quanh Hakodate, trong khi Nicol có nhiệm vụ tái tổ chức lại Hải quân.
Trong khi đó, Hạm đội triều đình nhanh chóng được hình thành xung quanh thiết giáp hạm Kōtetsu, được chính quyền Meiji mua từ Hoa Kỳ. Những con tàu khác của triều đình là Kasuga, Hiryū, Teibo, Yoshun, Moshun, được các phiên Saga, Chōshū và Satsuma cung cấp cho chính quyền mới thành lập năm 1868. Hạm đội rời Tokyo ngày 9 tháng 3 năm 1869, và tiến lên phía Bắc.

### Hải chiến Miyako

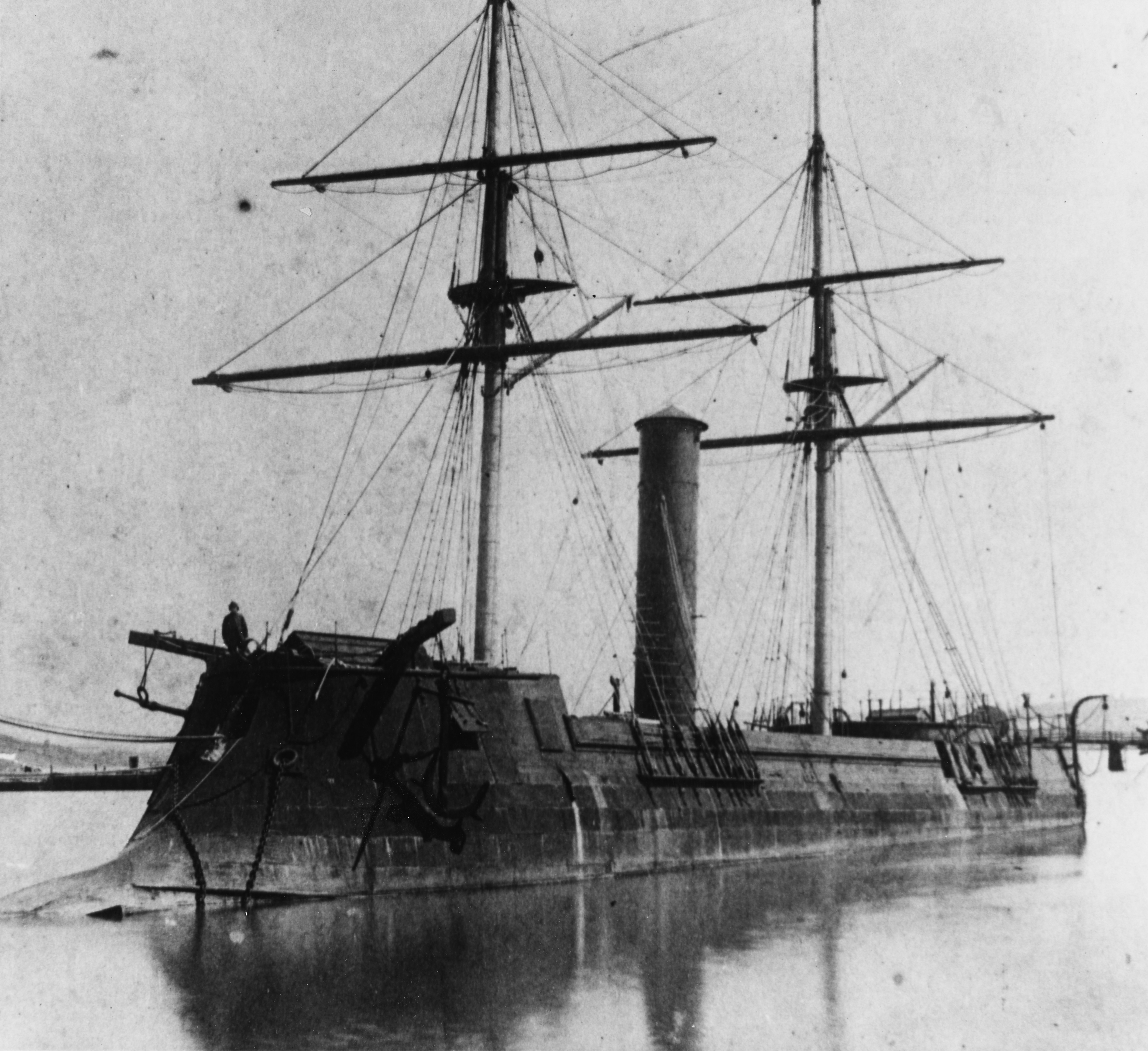
Thiết giáp hạm Kōtetsu của hải quân triều đình.

Hải quân triều đình tới Miyako ngày 20 tháng 3. Dự tính quân triều đình sẽ tới, phiến quân tổ chức một kế hoạch táo bạo chiếm tàu chiến mới hùng mạnh Kōtetsu.
3 tàu chiến được củ đi thực hiện cuộc tấn công bất ngờ, còn được gọi là Hải chiến Miyako: Kaiten, chở các sĩ quan ưu tú của Shinsengumi cùng sĩ quan hải quân Pháp Henri Nicol, tàu chiến Banryu, với cựu sĩ quan hải quân Pháp Clateau, và tàu chiến Takao, với cựu sĩ quan hải quân Pháp Eugène Collache trên boong. Để tạo ra bất ngờ, tàu Kaiten tiến vào cảng Miyako với cờ Mỹ. Họ trương cờ Cộng hòa Ezo lên vài giây sau khi cập boong tàu Kōtetsu. Thủy thủ đoàn Kōtetsu đẩy lui thành công được cuộc tấn công với súng máy, với thương vong lớn của quân tấn công. 2 tàu chiến Ezo chạy về Hokkaidō, nhưng chiếc Takao bị đuổi theo và tự đánh chìm.

### Quân triều đình đổ bộ
Quân triều đình, số lượng 7.000 lính, đổ bộ xuống Hokkaido ngày 9 tháng 4 năm 1869. Họ dần dần chiếm được nhiều vị trí phòng ngự, cho đến khi trận cuối cùng diễn ra quanh đồn Goryokaku và Benten Daiba quanh thành phố Hakodate.
Cuộc chiến lớn đầu tiên ở Nhật Bản giữa 2 hải quân hiện đại, Hải chiến Hakodate, diễn ra cho đến khi hết chiến tranh, trong suốt tháng 5 năm 1869.
Trước khi đầu hàng, vào tháng 5 năm 1869, các cố vấn quân sự của Cộng hòa Wzo chạy đến tàu chiến Hải quân Pháp đậu tại vịnh Hakodate, chiếc Coëtlogon, từ đó họ chạy đến Yokohama và từ đó về Pháp.
Sau khi mất gần nửa quân số và phần lớn tàu, quân đội Cộng hòa Ezo đầu hàng chính quyền Meiji ngày 17 tháng 5 năm 1869.

## Sau trận đánh

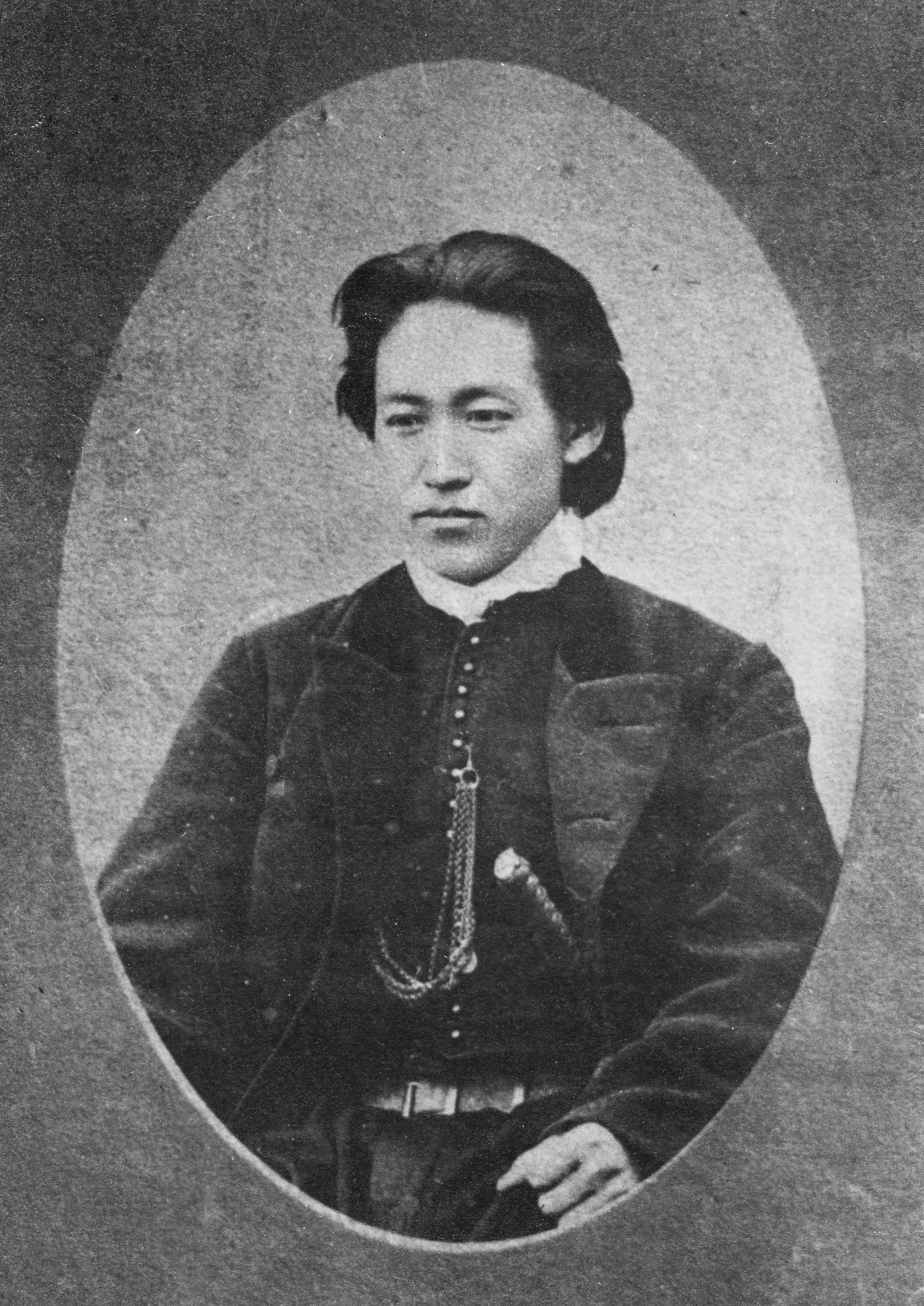
Hijikata Toshizo, chỉ huy Shinsengumi, chiến đấu chống lại quân triều đình và tử trận ở Hakodate.

Trận đánh đánh dấu sự kết thúc của chế độ phong kiến già cỗi ở Nhật Bản, và chấm dứt sự kháng cự vũ trang với cuộc Minh Trị Duy Tân. Sau vài năm bị giam giữ, vài chỉ huy của phiến quân được phục hồi, và tiếp tục sự nghiệp chính trị rạng rõ ở nước Nhật thống nhất: đặc biệt là Enomoto Takeaki đã giữ nhiều chức vụ Bộ trưởng quan trọng trong thời Meiji.
Chính quyền mới, sau khi được củng cố, sớm thành lập nhiền cơ quan sau cuộc chiến. Đặc biệt, Hải quân Đế quốc Nhật Bản được thành lập vào tháng 7 năm 1869, và kết nạp nhiều binh lính và tàu thuyền đã tham chiến trong trận Hakodate.
Đô đốc tương lai Togo Heihachiro, anh hùng của Trận Tsushima năm 1905, tham chiến trong trận này với tư cách pháo thủ trên tàu chiến hơi nước có mái chèo Kasuga.

## Miêu tả sau này về trận đánh
Mặc dù Trận Hakodate có sự tham gia của những vú khi hiện đại nhất khi đó (tàu chiến hơi nước, và thậm chí cả một thiết giáp hạm, được phát minh ra 10 năm trước với thiết giáp hạm hải hành đầu tiên, con tàu Pháp La Gloire), súng máy, đại bác Armstrong, đồng phục và phương pháp tác chiến hiện đại, phần lớn sự miêu tả của Nhật Bản về trận đánh này trong vài năm sau đó của cuộc Minh Trị Duy Tân thể hiện sự xuất hiện lỗi thời của samurai truyền thống chiến đấu với kiếm, có lẽ trong cố gắng để lãng mạn hóa cuộc giao tranh, hay để giảm đến mức tối thiểu sự hiện đại hóa đã đạt được trong thời Bakumatsu (1853-1868).

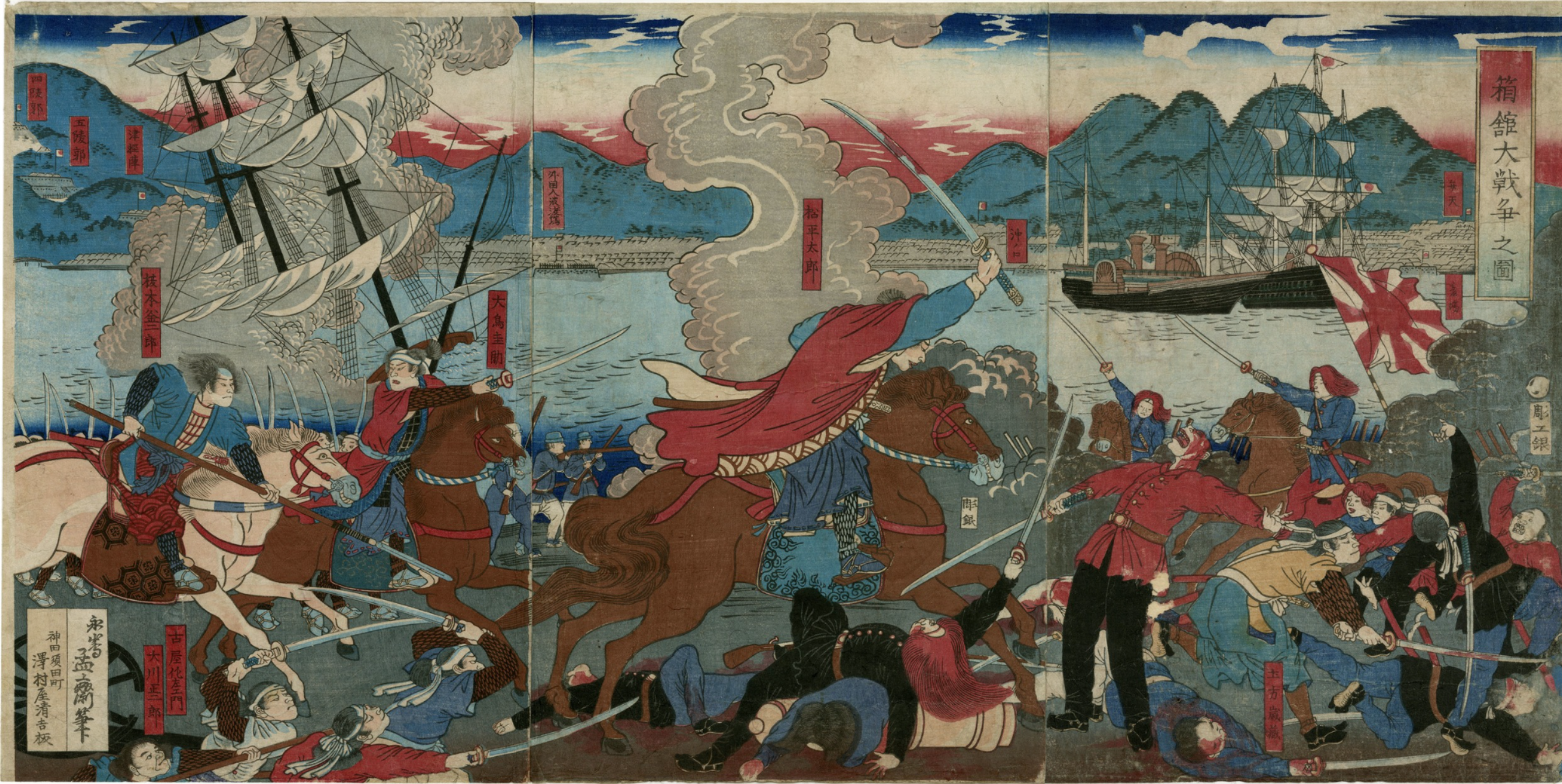
A Sự thể hiện của Nhật Bản về trận Hakodate (函館戦争の図), khoảng năm 1880. Cuộc tấn công của kị binh, với một chiếc tàu chìm ở đằng sau, được dẫn đầu bởi các chỉ huy của phiến quân, từ trái sáng phải, Enomoto (Kinjiro) Takeaki, Otori Keisuke, Matsudaira Taro. Samurai trong trang phục màu vàng là Hijikata Toshizo. Lính Pháp được vẽ ở sau đội kỵ binh, mặc quần trắng. Quân triều đình trong đồng phục hiện đại ở bên phải ("Xích hùng" (赤熊, Shaguma) bộ tóc giả thể hiện là binh lính Tosa ("Bạch hùng" (白熊, Haguma) bộ tóc giả từ Chōshū, "Hắc hùng" (黒熊, Koguma) tóc giả từ Satsuma)), với một tàu chiến hơi nước hiện đại ở đằng sau.

## Tầm quan trọng

### Sự tham dự của người Pháp
Trận Hakodate cũng hé lộ một thời kỳ trong lịch sử Nhật Bản khi ấy Pháp can dự sâu vào nội tình nước Nhật. Tương tự như vậy, các lợi ích và hành động của Anh và Mỹ ở Nhật Bản cũng khá quan trọng, nhưng ít thấy hơn so với Pháp. Sự tham dự này của người Pháp là một phần của các hành động ngoại giao sâu rộng, và thường là tai hại của Đế chế Pháp dưới thời Napoleon III, và tiếp theo Chiến dịch Mexico. Các thành viên của phái đoàn Pháp đi theo các đồng minh người Nhật lên phía Bắc đều giải ngũ khỏi quân đội Pháp trước khi đi theo họ. Mặc dù họ nhanh chóng được phục hồi khi trở về Pháp, và một số người, ví dụ như Jules Brunet có một sự nghiệp xán lạn sau đó, sự tham dự của họ không được dự tính trước hay hướng dẫn về chính trị, mà chỉ là một sự lựa chọn và nhận thức của cá nhân. Mặc dù bại trận, và lại thua trong cuộc Chiến tranh Pháp-Phổ. Nước Pháp tiếp tục đóng một vai trò quan trọng trong công cuộc hiện đại hóa Nhật Bản: Phái đoàn quân sự thứ hai được mời đến năm 1872, và hạm đội hiện đại đầu tiên của Hải quân Đế quốc Nhật Bản được đóng dưới sự giám sát của kỹ sư Pháp Emile Bertin trong những năm 1880.

### Hiện đại hóa
Mặc dù công cuộc hiện đại hóa Nhật Bản nói chung được xem là bắt đầu từ thời Meiji (1868), nó thực ra đã bắt đầu nhiều từ khoảng 1853 trong những năm cuối cùng của Mạc phủ Tokugawa (Bakumatsu). Trận Hakodate năm 1869 thể hiện hai kẻ địch tinh vị trong một cuộc chiến hiện đại về cơ bản, nơi mà sức hơi nước và súng đóng vai trò quyết định, mặc dù vài yếu tố của trận đánh truyền thống rõ ràng vẫn còn. Một số lượng lớn tri thức khoa học và công nghệ phương Tây đã du nhập và Nhật Bản từ khoảng năm 1720 qua rangaku (Lan học), môn học về khoa học phương Tây, và từ năm 1853, Mạc phủ Tokugawa đã vô cùng tích cực trong việc hiện đại hóa đất nước và mở cửa cho sự ảnh hưởng bên ngoài. Phong trào Phục Đế, dự trên tư tưởng Sonno Joi là một phản ứng với quá trình hiện đại hóa và quốc tế hóa, mặc dù, cuối cùng, Thiên hoàng Meiji đã chọn đi theo chính sách tương tự dưới nguyên tắc Fukoku Kyohei (Phú Quốc, Cường Binh). Một vài cựu samurai vốn ủng hộ ông từ Satsuma, ví dụ như Saigō Takamori sẽ nổi loạn chống lại tình hìng này, dẫn đến cuộc Nổi loạn Satsuma năm 1877.